# 麥士維·山度士·施華
麥士維·山度士·施華（Maxwell Santos Silva，1979年4月23日—），生於巴西，已退役巴西足球運動員，司職前鋒，於2007-08球季由巴林超級足球聯賽球隊利法加盟香港甲組足球聯賽球隊南華。在南華及港聯中，他常以突然加速的技術，盤球推過其他球員，球迷以「球品好，沒架子」來形容該位他，是南華球迷的寵兒。由於家庭關係以及未能就續約條件達成共識而離隊，在效力南華一季後返回巴西。

## 球員生涯
在2008年7月9日，麥士維透過經理人回覆，表示仍希望回港發展並會於本月中歸隊，為南華新一季披甲。但在7月14日，宣佈不會召回麥士維。在2008年8月18日，葡萄牙翼鋒菲立來港試腳一個月後，因其踢法不適合南華，而宣佈不會與該名外援簽約。羅傑承隨即重召上季有出色表現的巴西前鋒麥士維。對方已答允再次來港作賽，並會於2008年8月29日抵港，重新穿上27號球衣。麥士維因為在代表南華上陣對祖雲達斯一役有出色表現，受到各方的留意。在2008年12月，已有兩個外國球會斟介麥士維，並提出支付可觀的六位數字轉會費，一個是澳洲球會，一個是巴林球會，他們均各麥士維提供雙倍薪金。最終，麥士維選擇重投昔日曾效力的巴林超級足球聯賽球隊艾阿拉比，其位置將由金永健取代。